# Acropteris tenella
Acropteris tenella är en fjärilsart som beskrevs av Walker. Acropteris tenella ingår i släktet Acropteris och familjen Uraniidae. Inga underarter finns listade i Catalogue of Life.